# Peristedion paucibarbiger
Peristedion paucibarbiger är en fiskart som beskrevs av Castro-aguirre och Garcia-domínguez, 1984. Peristedion paucibarbiger ingår i släktet Peristedion och familjen Peristediidae. Inga underarter finns listade i Catalogue of Life.